# Île Štvanice
Štvanice (en allemand Hetzinsel) est une île de l'agglomération de Prague située dans la Vltava, au nord du pont Charles. L'île est située entre le district de Holešovice, auquel elle appartient, et le district de Karlín. Elle est longue de 1250 mètres et large de 190 mètres

## Toponymie
Štvanice signifie chasse. Le nom est dû aux chasses effectuées ici au XVIIè siècle, et ce jusqu'en 1816.

## Histoire et usages
L'île de Štvanice est originaire des environs de Prague et a été formée par la rivière Vltava.
Sur la pointe ouest de l'île a été construite en 1913/14 une petite centrale hydroélectrique, la centrale hydroélectrique de Štvanice. Elle a été complètement modernisée de 1984 à 1987, y compris le barrage.
L'île a été utilisée pendant des siècles comme zone de loisirs par les Pragois. Pour permettre un meilleur accès, un arrêt de tramway a été construit en 2015  et mis en service en mars 2017 .
En 1930, un stade de glace a été construit, allant par la suite devenir un des hauts lieux de la grande équipe de hockey sur glace tchécoslovaque qui a été démoli en 2011 . Entre les deux ponts traversant l'île, le pont Hlávkův et le viaduc Negrelli, a été construit en 1986 le stade de tennis du I. ČLTK Praha (1er club de tennis tchèque, fondé en 1893). Le club de tennis est actif sur l'île depuis 1901. Depuis le milieu des années 90, il existe également un parc à vélos et un skate park. En 2002, l’île a été durement touchée par les inondations.

## Galerie

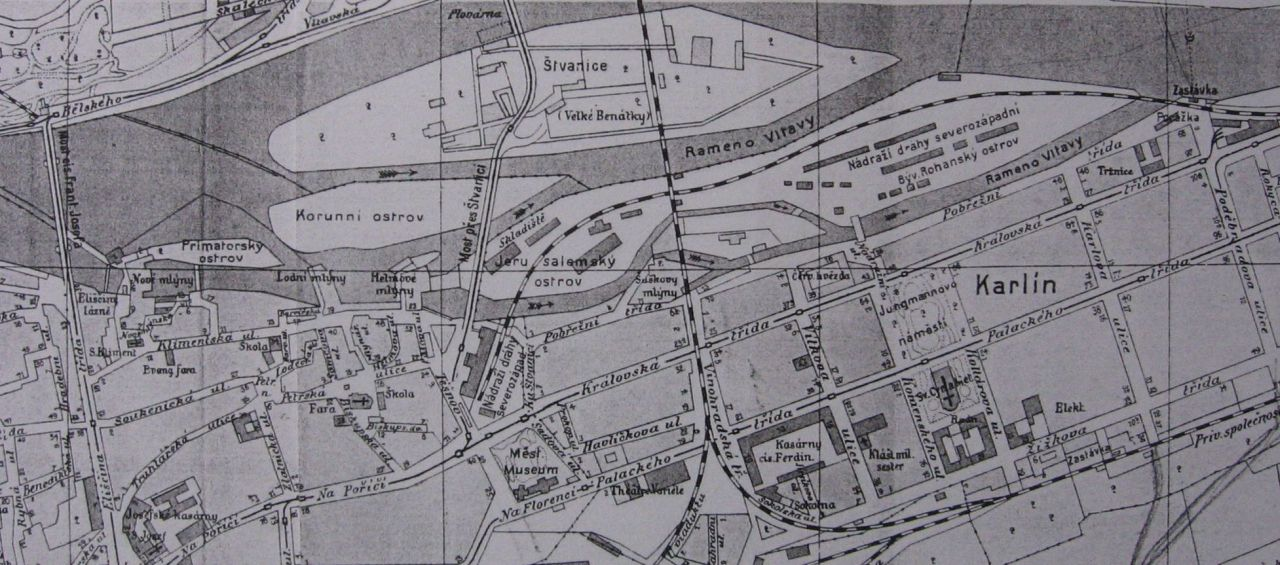
Plan du site (vers 1910)
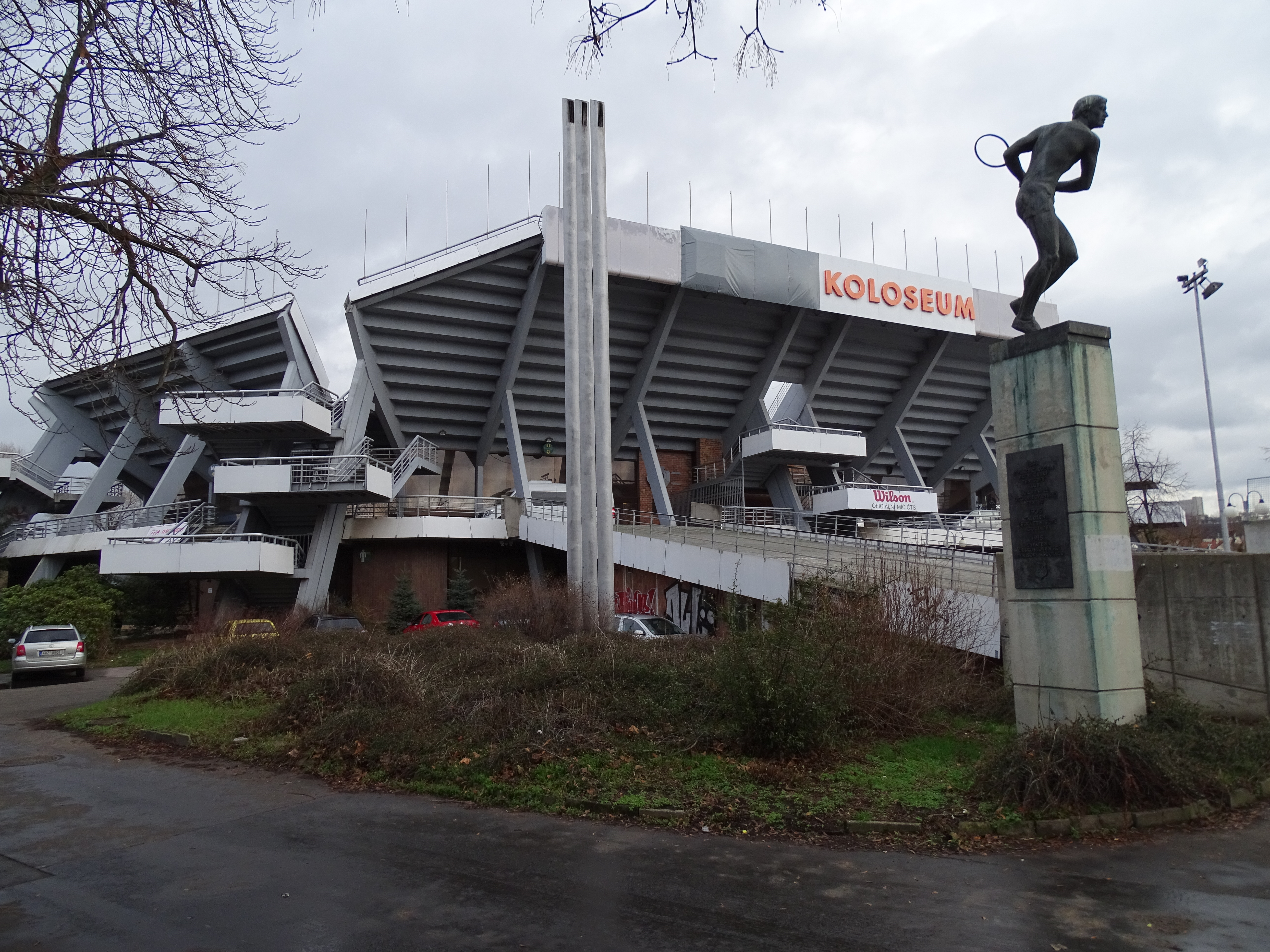
Stade de tennis de Štvanice
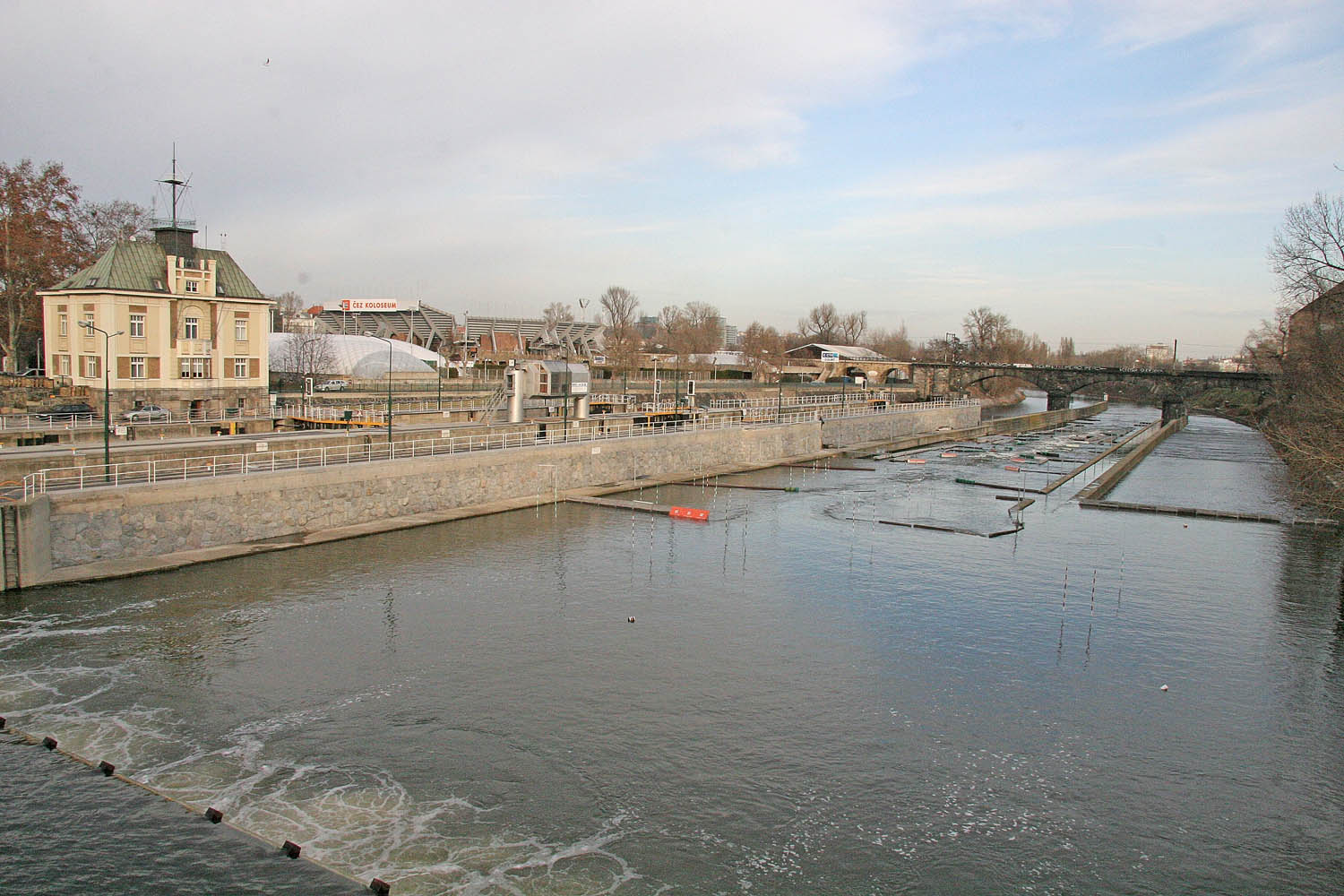
Canal d'aviron à côté de l'île, au fond le viaduc Negrelli
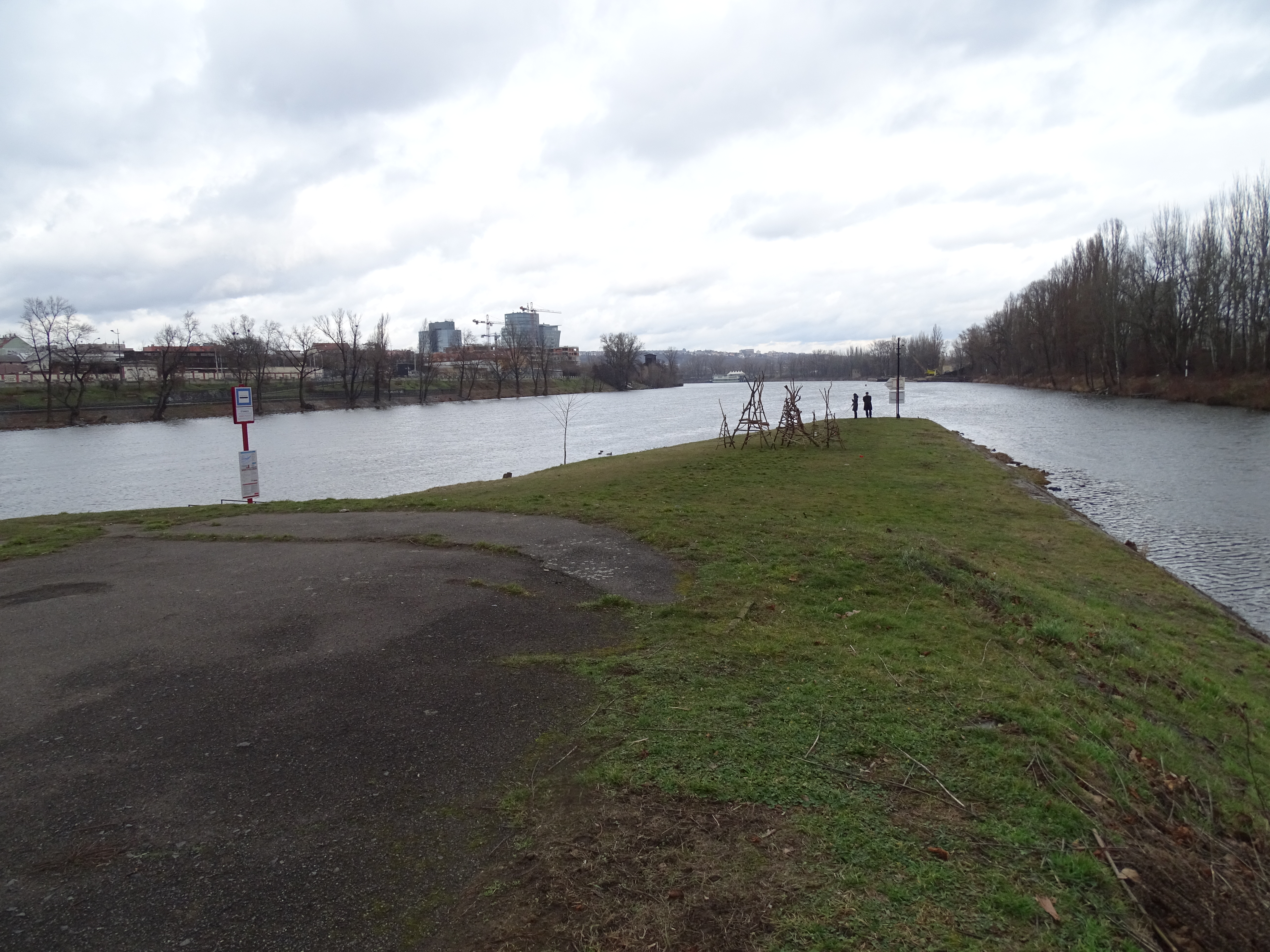
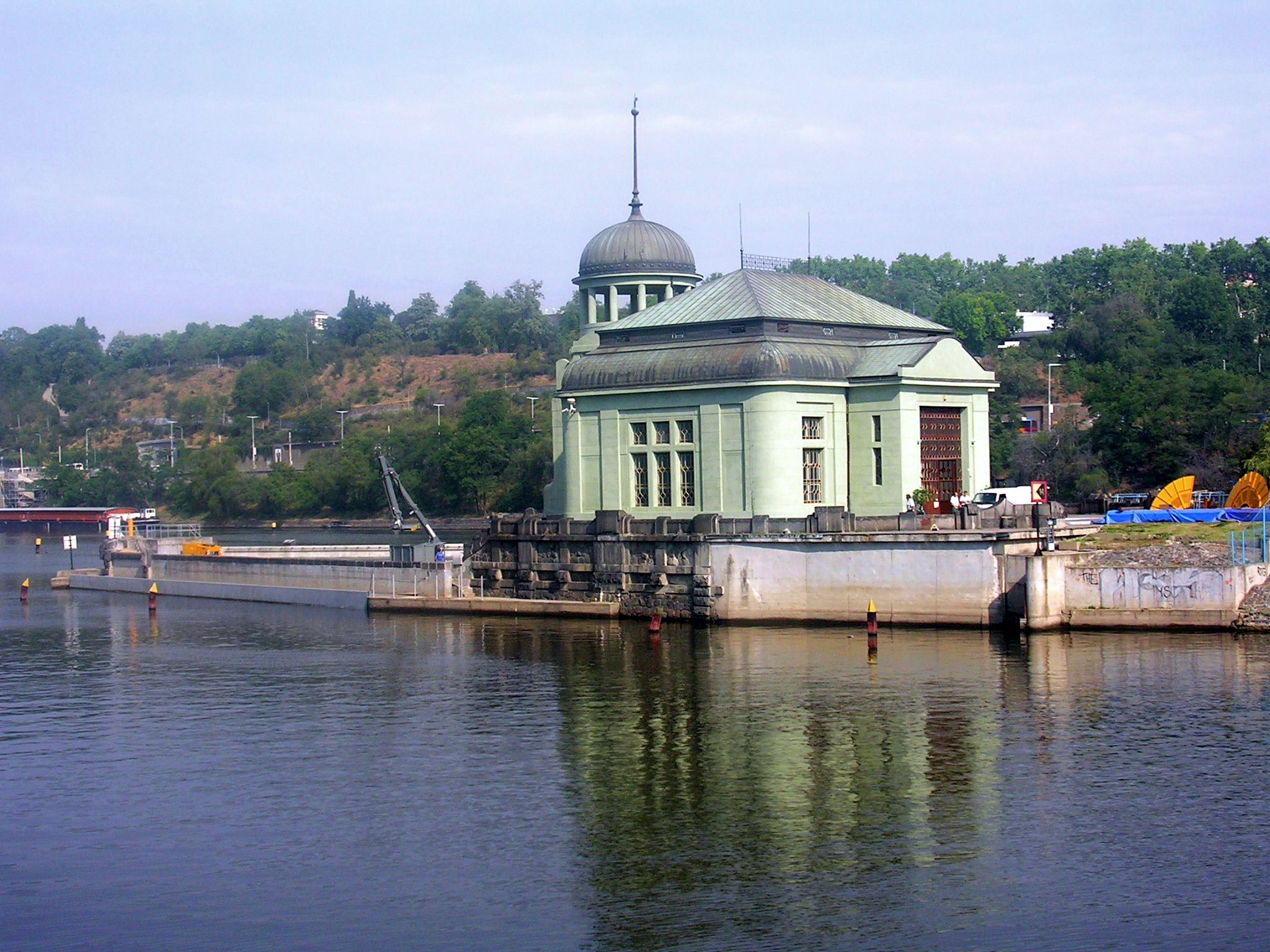
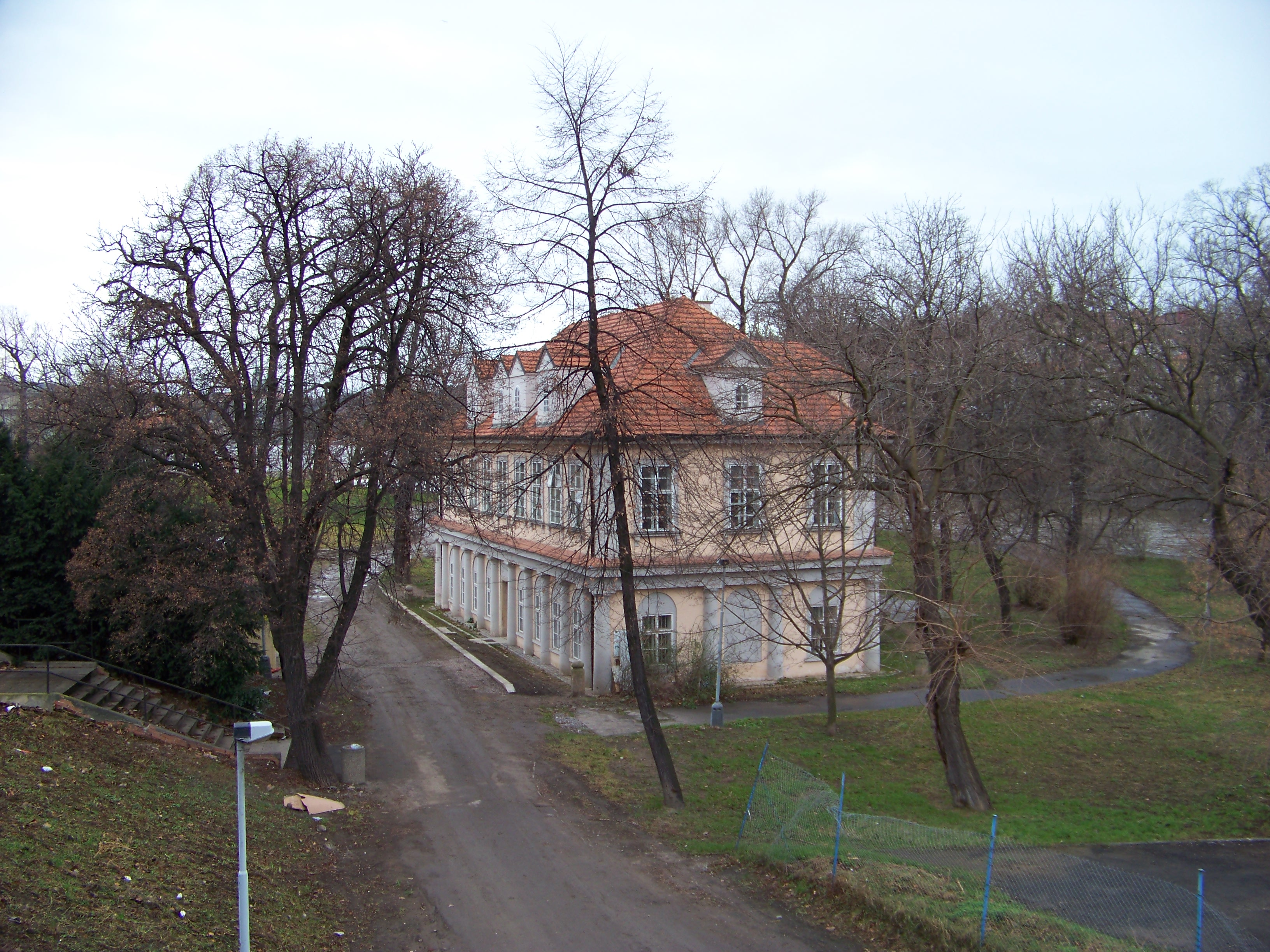
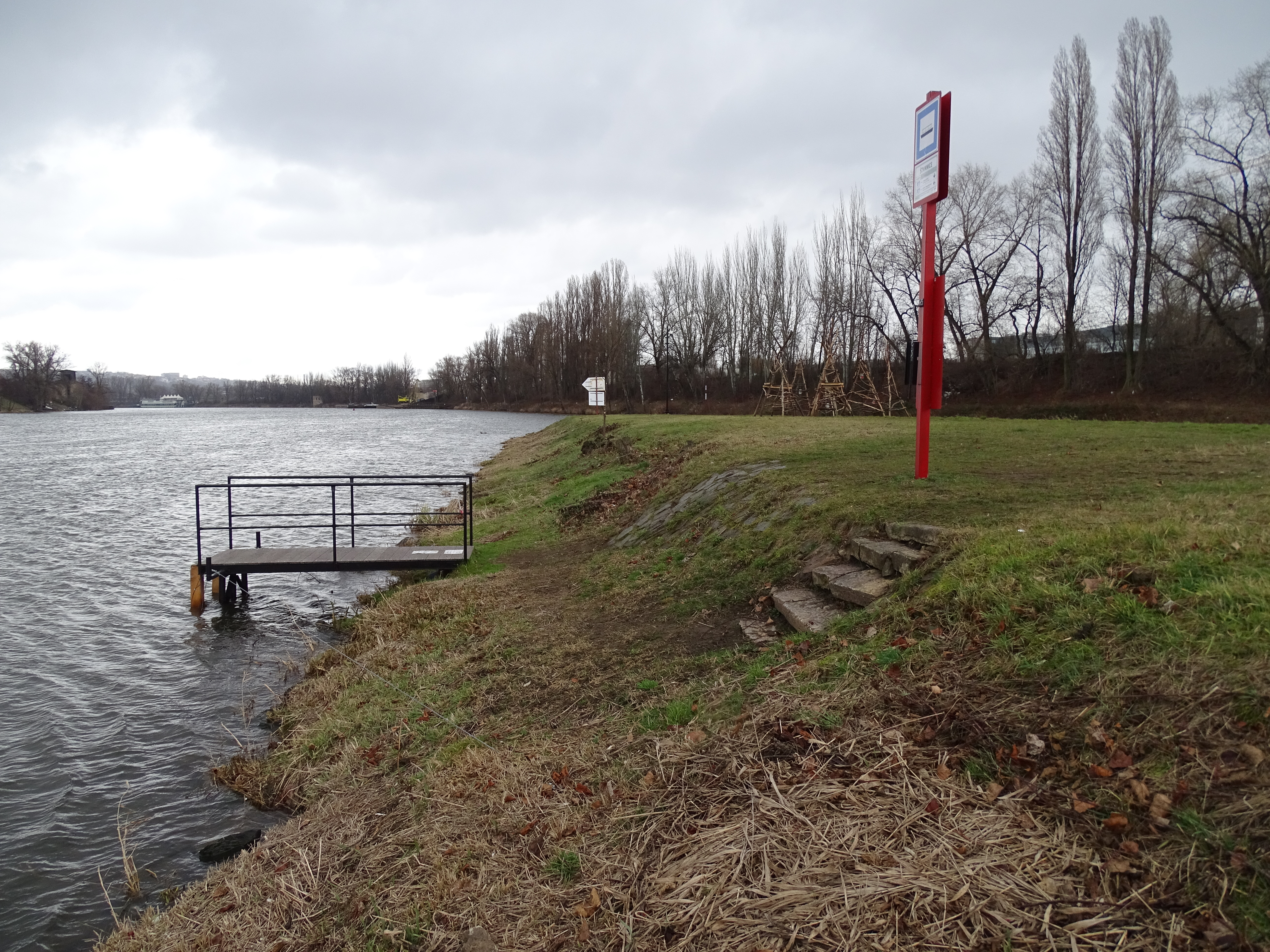

### Liens Web
- Prague.eu / Le site officiel du tourisme de Prague